# Dagana (Senegal)
Dagana ist eine der nördlichsten Städte in Senegal. Sie ist Präfektur des Départements Dagana in der Region Saint-Louis.

## Geographische Lage
Dagana liegt im Norden der Region Saint-Louis, 120 Kilometer von der Regionalpräfektur Saint-Louis entfernt. Die Stadt liegt am linken Ufer des in westliche Richtung mäandrierenden Senegal-Stroms. Vor dem Bau des Diama-Damms machte sich bis über Dagana hinaus der Einfluss der Gezeiten durch regelmäßiges Steigen und Fallen des Pegelstands im Strom bemerkbar. Das besiedelte Stadtgebiet erstreckt sich im Wesentlichen zwischen dem Flussufer und der zwei Kilometer südlich davon vorbeiführenden Nationalstraße N 2. Westlich und östlich der Stadt erstreckt sich eine intensiv landwirtschaftlich genutzte Flussoase.

## Geschichte
In Dagana hat die französische Kolonialherrschaft ebenso wie in den flussabwärts gelegenen Städten Saint-Louis und Richard Toll sowie weiter flussaufwärts in Podor, Matam und Bakel bauliche Spuren hinterlassen. In Dagana haben die Franzosen für ihre Handelskompagnie ein Fort und ein Kontor errichtet.

## Bevölkerung
Die letzten Volkszählungen ergaben für die Stadt jeweils folgende Einwohnerzahlen:
| Jahr | Einwohner |
| ---- | --------- |
| 1988 | 15.638    |
| 2002 | 18.205    |
| 2013 | 21.750    |

## Verkehr

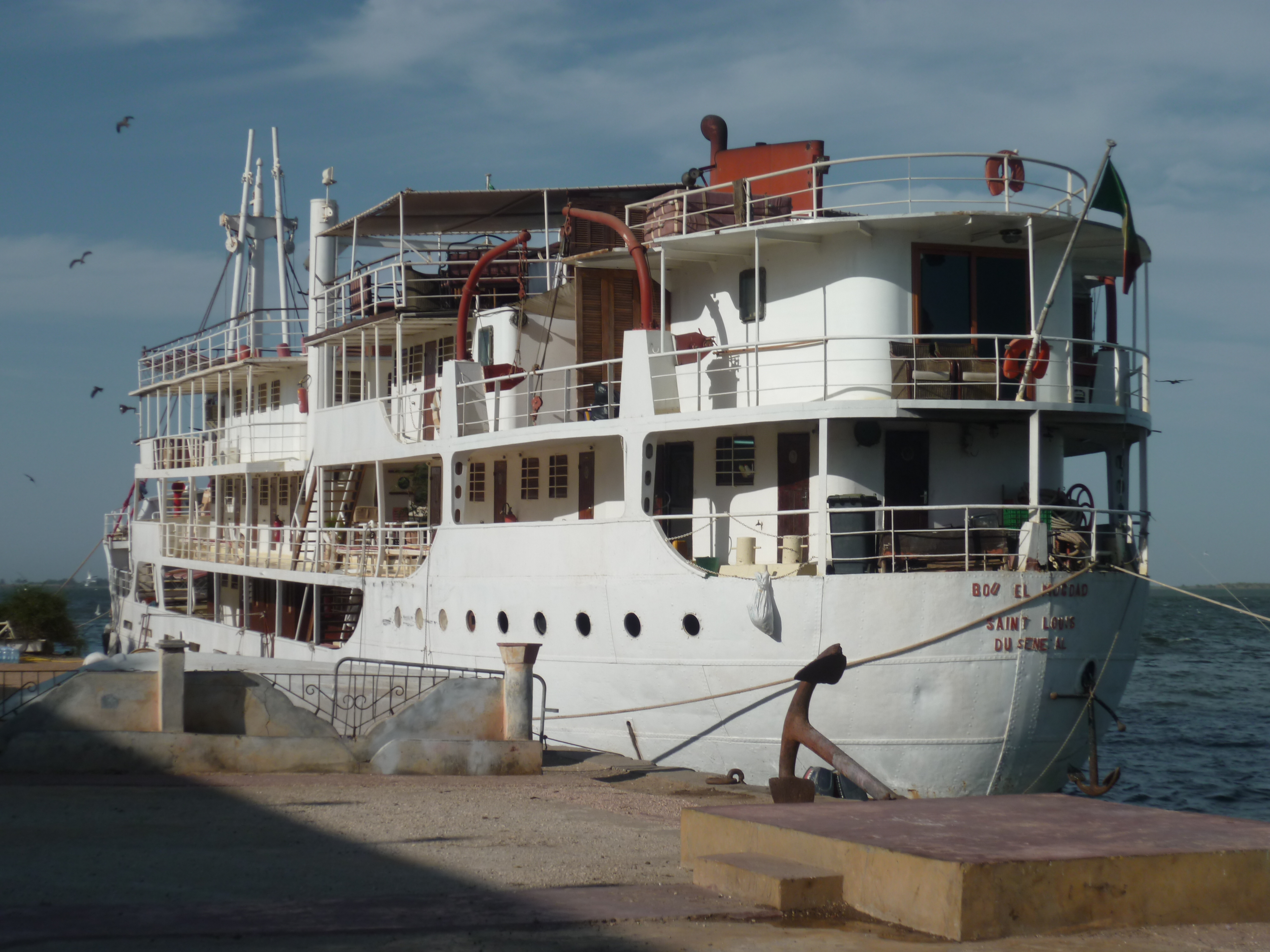
Fahrgastschiff Bou El Mogdad

Die Nationalstraße N2 verbindet Dagana mit allen Städten der Flussregionen von Saint-Louis im Westen bis Kidira im Osten des Landes.
Über den 18 Kilometer westlich der Stadt gelegenen Flugplatz Richard Toll ist Dagana als Départementspräfektur auch an das nationale Luftverkehrsnetz angeschlossen.
Von Oktober bis Mai verkehrt das Flusskreuzfahrtschiff Bou el Mogdad vierzehntäglich auf dem Senegal zwischen Saint-Louis und Podor und macht auch in Dagana Station.